# Ottistirini
Ottistirini es una tribu de insectos coleópteros curculiónidos pertenecientes a la subfamilia Entiminae.  

## Géneros
- Atrotitis – Ecezius – Eutinophaea – Ittostira – Leacis – Maleuterpes – Nesogenocis – Ottinychus – Ottistira – Szygops – Tistortia – Tistortiella